# Gilles Servat
Gilles Servat (Tarba, 1 de febrer de 1945) és un cantant i compositor en francès i en bretó, així com escriptor de ciència-ficció. La seva família era originària de Nantes. Estudià belles arts a Angers i es dedicà inicialment a l'escultura, però es canvià per la cançó després d'una estada a l'illa de Groix el 1969, on descobrí les cançons de Glenmor i Alan Stivell.

## Carrera musical
S'instal·là a París, on treballà com a funcionari de correus, va aprendre a fer teatre de titelles i va compondre la cançó Montparnasse blues. Durant dos anys va cantar al bar Ti Jos, lloc de reunió dels bretons de París. El 1970 va crear la discogràfica Kelenn, que va donar a conèixer autors bretons com Tri Yann an Naoned i que fou finalment venut a Phonogram. El 1972 va editar l'àlbum i la cançó La blanche hermine, cançó amb la que va obtenir un disc d'or i que finalment esdevindrà himne oficiós de Bretanya.
Durant els anys setanta va donar nombrosos concerts tant arreu de França com a l'estranger, i va treure també un disc per any: Ki du el 1973, L'Hirondelle, La Liberté brille dans la nuit, Le Pouvoir des mots, amb texts que barregen la inspiració poètica i la reivindicació militant. El 1977 va editar Chantez la vie, l'amour, la mort i el 1979 L'Or et le Cuivre, on rendeix homenatge al malaurat poeta René-Guy Cadou (1920-1951). El 1981 treu un disc en directe i el 1982 Je ne hurlerai pas avec les loups. El 1984 i 1985 participà en les activitats del Théâtre de la Chimère de Michel Ecoffart. El 1988 obté amb Mad in Sérénité el Gran Premi de l'Acadèmia Charles-Cros i el premi del Consell Regional de Bretanya. El 1992 va editar el disc Le Fleuve, que fou objecte d'un espectacle presentat al festival Tombées de la Nuit de Rennes.
A partir de 1993 es va unir a Dan Ar Braz en el projecte l'Héritage des Celtes, que ambicionava presentar la riquesa de la música celta dins tota la seva diversitat, i on hi trobà Elaine Morgan, Nollaig Casey, Karen Matheson (cantant de Capercaillie), Yann-Fañch Kemener i Donald Shaw. Participà en l'enregistrament de quatre discs: Héritage des Celtes (1994), En concert (1995), Finisterres (1997) i le Zénith (concert el 1998). El 1999 participà en la Reunió de les Bretanyes a Bercy, amb els artistes de «L'Héritage», Armens, Alan Stivell i Tri Yann.
El 1996 edita el disc Sur Les Quais de Dublin, on hi participen com a artistes convidats Ronnie Drew (de The Dubliners), Andy Irvine, Rita Connolly, i el Bagad Ronsed-Mor de Locoal-Mendon. Touche pas à la Blanche Hermine és un disc registrat en directe el 1998 a Auray, en el que es troben alguns dels títols més coneguts (Vieille ville de merde, Sur les quais de Dublin, etc.); el tema La blanche Hermine és precedit del text Touche pas ..., una violenta diatriba contra els militants del Front Nacional, que adoptaren la seva cançó als seus mítings. El 2000 va treure Comme je voudrais després del naugrafi de l'Erika, que va contaminar les costes de Bretanya el desembre de 1999.
El 2003 va rebre l'Orde de l'Hermini a Saint-Malo, que reconeix les personalitats que han reivindicat qualsevol aspecte de Bretanya. El 19 de maig de 2005 va treure el nou disc Sous le ciel de cuivre et d'eau, que conté una cançó en memòria de Polig Monjarret titulada Le Général des Binious, malnom del fundador de la Bodadeg ar Sonerion. El 2006, en ocasió dels seus 35 anys de carrera, va treure un recopilatori en 2 cd amb 35 temes escollits pel públic, i el 12 de novembre d'aquell any, va fer un concert d'aniversari a l'Olympia de París en companyia de Nolwenn Korbell.

## Discografia
- 1971: La Blanche Hermine - 45 rpm - éd. Kelenn, Phonogram
- 1973: Ki Du - 33 rmp - éd. Kelenn, Phonogram
- 1973: Bretagne d'aujourd'hui (amb Stivell, Tri Yann i An Triskell) - doble 33 rpm - éd. Philips, 6680 272
- 1974: L'Hirondelle - 33 rpm - éd. Kalondour, Phonogram
- 1975: La Liberté brille dans la nuit - 33 rpm - éd. Kalondour, Phonogram
- 1976: Le pouvoir des mots - 33 rpm - éd. Kalondour, Phonogram
- 1977: Chantez la vie, l'amour et la mort - 33 rpm - éd. Kalondour, Phonogram
- 1979: L'Or et le Cuivre - 33 rpm - éd. Kalondour, Phonogram
- 1980: Hommage à René Guy Cadou - 33 rpm - éd. Kalondour, Phonogram
- 1981: Gilles Servat en public - 33 rpm - éd. Kalondour, Phonogram
- 1982: Je ne hurlerai pas avec les loups - 33 rpm - éd. Kalondour, Phonogram
- 1985: La douleur d'aimer - CD - Servat, Pluriel
- 1988: Mad in Serenite, - CD - Escalibur, Coop Breizh
- 1988: Rochambeau 88 - K7 - no editat
- 1991: L'Albatros Fou, - CD - éd. Keltia musique
- 1992: Le Fleuve - CD - Escalibur, Coop Breizh
- 1994: A-raok mont kuit (Avant de partir) - CD - éd. Keltia musique
- 1994: Les Albums de la Jeunesse (recopilatori) - CD - éd. Keltia musique
- 1996: Litanies pour l'an 2000 (recopilatori) - CD - Mercury, Philips
- 1996: Sur les quais de Dublin - CD - Columbia, Sony Music
- 1998: Touche pas a la Blanche Hermine - CD - Saint-George, Sony Music
- 2000: Comme je voudrai - CD - Columbia
- 2003: Escales, - CD - Columbia
- 2005: Sous le ciel de cuivre et d'eau - CD - Coop Breizh
- 2006: Je vous emporte dans mon cœur (35 ans - 35 titres) - recopilatori doble CD - Coop Breizh

## Col·laboracions
- 1993 amb Alan Stivell : Again
- 1994 amb Dan Ar Braz : Héritage des Celtes
- 1995 amb Dan Ar Braz : Héritage des Celtes en Concert
- 1997 amb Dan Ar Braz : Héritage des Celtes, Finisterres
- 1998 amb Dan Ar Braz : Héritage des Celtes, Zénith
- 1999 Bretagnes à Bercy
- 2000 amb Donal lunny : Saint-Patrick
- 2003 Stade de France 2002
- 2003 Carlos Núñez: Un Galicien en Bretagne

## Obra literària
- Mise à mort des cultures populaires en col·laboració amb Guy Millière, edicions Syros (1978).
- Connemara (fotografies de Didier Houeix), Éditions Apogée, coll. «Terres celtes», Rennes.

Sobre ciència-ficció :
- La naissance d'Arcturus (1986), éditions Kornog.
- Les chroniques d'Arcturus, éditions L'Atalante
  - 1- Skinn Mac Dana (1995)
  - 2- La navigation de Myrdhinn (1996)
  - 3- Arcturus (1997)
  - 4- Les Ssahanis (2000)
  - 5- Le dixième jour de Branvode (2003)
  - 6- La lance de Lughern (2007)
- Epíleg a Les Sonneurs Noirs de Jean-Pierre Hubert, col·lecció Autres Mondes, Mango.